# Костицын, Сергей Олегович
Серге́й Оле́гович Кости́цын (бел. Сяргей Алегавіч Касціцын; 20 марта 1987, Новополоцк, СССР) — белорусский хоккеист, крайний нападающий клуба «Металлург (Жлобин)». Младший брат Андрея Костицына. Завершил карьеру 4 июня 2025 года.

## Биография
Воспитанник новополоцкой детско-юношеской хоккейной школы.
Участник чемпионата мира по хоккею с шайбой 2008 года в составе сборной Беларуси.
За национальную сборную Беларуси провёл 8 матчей, набрал 6 (2+4) бомбардирских баллов. Провел 232 игры регулярного сезона НХЛ, в которых набрал 118 (47+71) очков. В сезоне 2010/2011 нанёс 93 броска в створ ворот соперников, забив 23 гола и занял 1-е место в НХЛ по реализации бросков (24,7 %).
В НХЛ провел 6 сезонов за «Монреаль» и «Нэшвилл». Среди белорусских хоккеистов в Национальной хоккейной лиге на июнь 2025 года занимает третье место по голам и четвертое место по играм, очкам и результативным передачам. Всего на счету игрока 393 матча в НХЛ с учетом Кубка Стэнли и 191 (71+120) очко при 210 минутах штрафа и показателе полезности «+21».
6 июля 2013 года подписал 3-летний контракт с омским «Авангардом».
Костицын перешёл в «Ак Барс» в результате обмена 13 июня 2014 года на Константина Барулина.
В КХЛ выступал за омский «Авангард», казанский «Ак Барс», нижегородское «Торпедо» и минское «Динамо». Всего провел в лиге 361 матч и набрал 177 (57+120) очков при 308 минутах штрафа и показателе полезности «+8».
Костицын-младший обладает хорошим кистевым броском, точным пасом и неплохой скоростью.
В 2022 году стал игроком жлобинского «Металлурга». В качестве капитана дважды приводил команду к победе в Суперлиге — в 2023 и 2024 годах. Всего сыграл за «Металлург» в 172 матчах и набрал 114 (25+89) очков.
Выступал на двух юниорских (U18), четырех молодежных (U20) и семи взрослых чемпионатах мира по хоккею. За сборную Беларуси сыграл на семи чемпионатах мира и набрал 24 (6+18) очка в 41 матче. Стал лучшим бомбардиром сборной Беларуси на Олимпиаде-2010 в Ванкувере. В 4 встречах набрал 5 (2+3) очков.
Завершил игровую карьеру 4 июня 2025 года.

## Статистика
| Легенда | Легенда                    | Легенда | Легенда                   | Легенда | Легенда    |
| ------- | -------------------------- | ------- | ------------------------- | ------- | ---------- |
| И       | Количество проведённых игр | Штр     | Штрафное время            | +/−     | Плюс-минус |
| Г       | Голы                       | П       | Голевые передачи          | О       | Очки       |
| -       | Статистика неизвестна      | —       | Статистика не учитывалась |         |            |

### Клубная карьера
- a В этом сезоне в «Плей-офф» учитывается статистика игрока в Кубке Надежды.

## Достижения
- Обладатель кубка Беларуси 2004, 2007.

Чемпион Беларуси.Экстралига 2022
- Чемпион Беларуси Экстралига 2023

Чемпион Беларуси.Экстралига 2024
- Участник матча звёзд КХЛ: 2015.